# Fletcher (Karolina Północna)
Fletcher – miasto w Stanach Zjednoczonych, w stanie Karolina Północna, w hrabstwie Henderson.